# Karl Hammerschmidt (Politiker)
Karl Hammerschmidt (* 12. Juni 1862 in Kipfenberg; † 26. Juli 1932 in München) war ein deutscher Gymnasialdirektor und Politiker. Er war von 1899 bis 1924 Mitglied der Bayerischen Abgeordnetenkammer und von 1907 bis 1911 deren Zweiter Vizepräsident.

## Leben und Wirken
Hammerschmidt wurde als Sohn eines Revierförsters geboren und studierte Altphilologie in Erlangen, München und Leipzig. Während seines Studiums wurde er 1880 Mitglied der Burschenschaft Germania Erlangen. Er wurde zum Dr. phil. promoviert, war 1885 Gymnasialassistent, dann 1890 Gymnasiallehrer in Speyer. 1900 wurde er Gymnasialprofessor, 1909 Konrektor am Gymnasium in Neustadt an der Haardt (heutiges Kurfürst-Ruprecht-Gymnasium), wo er 1913 Gymnasialdirektor wurde. 1919 wurde er Oberstudiendirektor am Theresien-Gymnasium München, 1924 Geheimer Oberstudienrat. Mitglied der Bayerischen Abgeordnetenkammer war er 1899–1904 (Neustadt an der Haardt), 1905–1907 (Landau), 1907–1916 (Neustadt an der Haardt) und dann bis 1924. Zweiter Vizepräsident der Kammer war er 1907–1911. Er war Mitglied der DDP.